# Моргнер, Вильгельм
Вильгельм Моргнер (нем. Wilhelm Morgner; 27 января 1891[…], Зост, Пруссия — 16 августа 1917[…], Лангемарк, Западная Фландрия) — немецкий художник, один из крупнейших представителей так называемого «рейнского экспрессионизма».

## Биография
В 1908—1909 годы посещал художественную школу Георга Тапперта в Ворпсведе, присущий Тапперту лиризм оказывает влияние на первые работы Вильгельма Моргнера. В 1909 же году художник вернулся в Зост. В 1911 году переехал в Берлин, работал в художественной группы Мост (нем. die Brücke), вместе с которой участвовал в берлинской выставке «Нового Сецессиона». В 1912 году участвовал в выставке художников «Зондербунд» в Кёльне, где познакомился с творчеством группы «Синий всадник», оказавшим большое воздействие на дальнейшие работы мастера.
С 1913 года картины Вильгельма Моргнера всё более приближаются к абстракционизму. Так, его «Астральные композиции» (1913) крайне лаконичны, крайне скупо изображение горных пейзажей. Дальнейшее творческое развитие художника было прервано Первой мировой войной. Вильгельм Моргнер в 1914 году призывается на воинскую службу солдатом. В сентябре 1914 получил ранение на фронте.
Награждён Железным крестом 2-го класса. В 1915 году воевал против русских войск на Восточном фронте. В мае 1917 года переведен во Фландрию, где 16 августа 1917 года, в возрасте 26 лет художник был убит в бою с британскими солдатами. От времени его военной службы сохранились лишь небольшие рисунки и эскизы.